# Galatheascus striatus
Galatheascus striatus is een krabbezakjessoort uit de familie van de Peltogastridae. De wetenschappelijke naam van de soort is voor het eerst geldig gepubliceerd in 1929 door Boschma.